# Anisodes albidiscata
Anisodes albidiscata là một loài bướm đêm trong họ Geometridae.